# Moncé-en-Belin
Moncé-en-Belin is een gemeente in het Franse departement Sarthe (regio Pays de la Loire). De plaats maakt deel uit van het arrondissement Le Mans. Moncé-en-Belin telde op 1 januari 2022 3.699 inwoners.

## Geografie
De oppervlakte van Moncé-en-Belin bedroeg op 1 januari 2022 17,49 vierkante kilometer; de bevolkingsdichtheid was toen 211,5 inwoners per km².

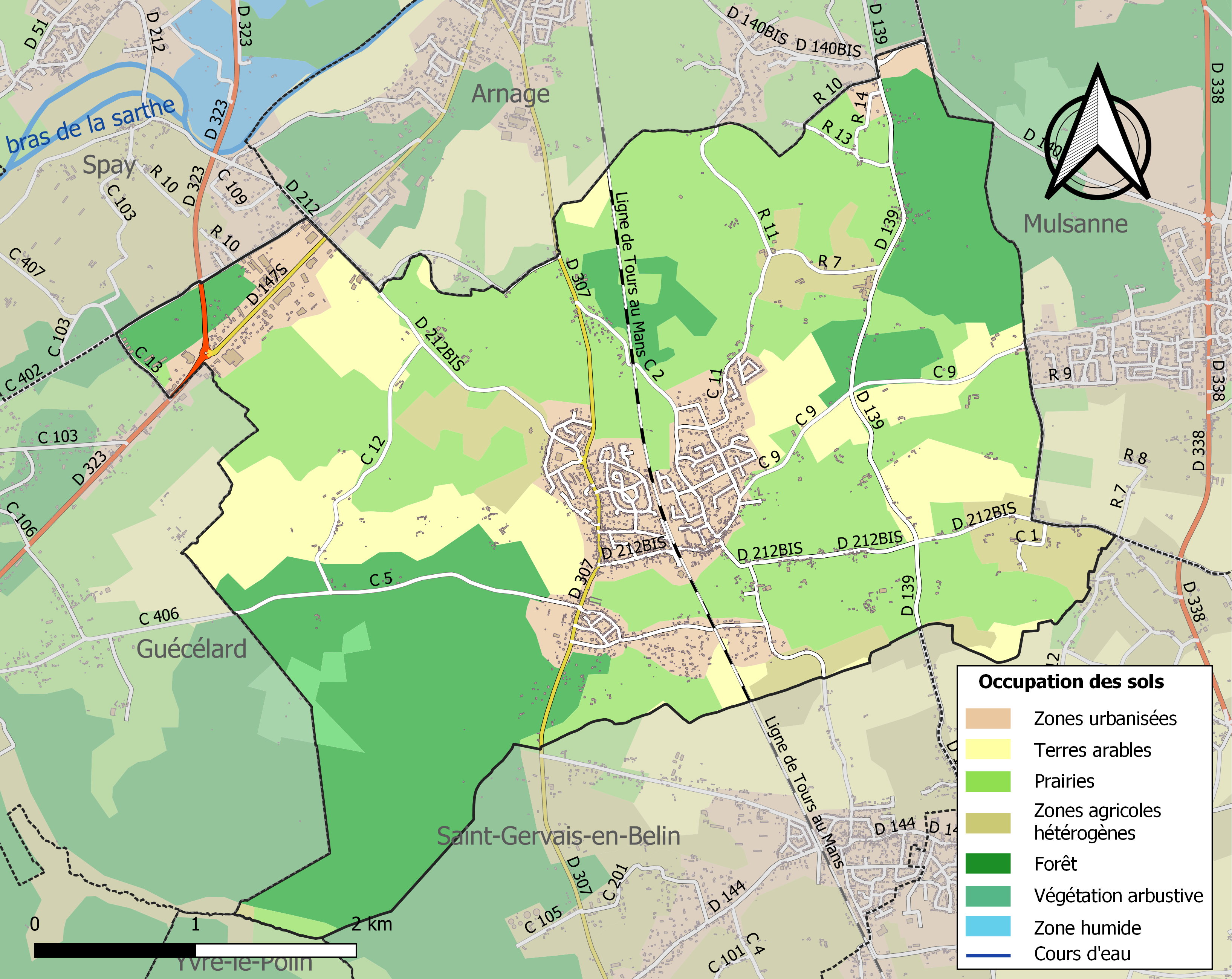
Kaart van de gemeente met de belangrijkste infrastructuur, bodemgebruik en omliggende gemeenten

## Demografie
Onderstaande figuur toont het verloop van het inwonertal (bron: INSEE-tellingen).